# Dave Bruylandts
Dave Bruylandts (Lier, 7 dicembre 1976) è un ex ciclista su strada belga. Professionista dal 1999 al 2004 e poi nuovamente per un breve periodo nel 2006 e poi nel 2007, era un ciclista adatto alle Classiche del Nord.
Prese parte a quattro edizioni dei Campionati del mondo di ciclismo su strada, nel 2004 è arrivato terzo al Giro delle Fiandre dietro Steffen Wesemann e Leif Hoste, in quella stessa stagione gli venne comminata una squalifica di diciotto mesi dalla federazione belga di ciclismo per positività all'EPO.

## Carriera
Passato professionista nel 1999 con la formazione belga Palmans, si mise in luce nella seconda parte della stagione fino ad ottenere la convocazione da parte della nazionale belga per partecipare ai Campionati del mondo di Verona; andando in crescendo in giugno arrivò quarto ai Campionati nazionali e sesto nella classifica generale della Vuelta a Castilla y León, a settembre concluse al terzo posto il Grand Prix de Fourmies e fu settimo al Giro dell'Emilia; ad ottobre conquistò la prima vittoria da professionista al Nationale Sluitingsprijs precedendo Steven De Jongh e Koen Beeckman.
Tali prestazioni, inoltre, gli permisero di firmare, la stagione seguente, un contratto con la Farm Frites, formazione di primo livello del ciclismo mondiale, venendone tuttavia licenziato a marzo per irregolarità dovute ad ematocrito fuori norma rilevato dopo un controllo antidoping nel corso della Setmana Catalana de Ciclisme.
Ritorna quindi alla Palmans riportando sei successi e diversi piazzamenti, che gli valgono seconda chiamata della nazionale belga per i Campionati del mondo, che conclude sedicesimo.
Viene ingaggiato dalla Domo con la quale rimane per le due stagioni successive. Con la nuova formazione partecipa alle più importanti corse del calendario mondiale, sia in linea che a tappe, ottenendo tuttavia meno risultati personali: appena due successi, comunque significativi, il Grand Prix de Wallonie e una tappa alla Route du Sud sull'impegnativo arrivo di Ax 3 Domaines, entrambi nel 2002, e alcuni piazzamenti in corse in linea belghe, fra cui il quarto posto alla Freccia del Brabante 2001 ed il podio al Grand Prix Pino Cerami 2002, ed una terza partecipazione ai Mondiali.
Nel 2003 si accasa alla Marlux, con la quale ricomincia ad ottenere risultati personali di livello: fra marzo e aprile è quarto alla Nokere Koerse, decimo al Giro delle Fiandre, quarto alla Freccia del Brabante, a maggio vince una tappa e conclude quinto il Giro del Belgio, a giugno è secondo al Gran Premio di Carnago e primo al Giro d'Oro.
Dopo un periodo di stacco si ripresenta alle corse ad agosto in Spagna, vince una tappa alla Vuelta Burgos e arriva secondo alla Subida a Urkiola dietro Leonardo Piepoli, mentre a settembre conclude terzo sia il Tour de Pologne sia il Circuit Franco-Belge e rivince il Grand Prix de Wallonie.
Viene quindi nuovamente selezionato per partecipare, per la quarta volta, ai Campionati del mondo.
L'inizio dell'anno 2004 sembra addirittura migliore del precedente poiché arriva terzo al Tour de Langkawi e, soprattutto, nelle Classiche del pavé è quarto alla Dwars door Vlaanderen e terzo al Giro delle Fiandre, al termine di una volata ristretta a tre con il tedesco Steffen Wesemann e il connazionale Leif Hoste vinta dal primo.
Tuttavia una caduta alla Liegi-Bastogne-Liegi gli causa una frattura al gomito che lo costringe a un lungo stop e a luglio viene annunciata la sua positività all'EPO, riscontrata in una gara corsa la settimana successiva a quella del Giro delle Fiandre, che gli comporta una squalifica di diciotto mesi.
Il team di Unibet.com gli consente di tornare nel fra i professionisti nel 2006 ma si trova nuovamente al centro di un caso di doping e dopo circa una settimana di prova non arriva la definitiva firma sul contratto.
Nel 2007 si accasa in una squadra semiprofessionistica, la Klaipeda, ottenendo ancora alcune vittorie prima del definitivo ritiro.

## Palmares
- 1998 (dilettanti, due vittorie)

Flèche des Barrages
Classifica generale Ronde van Antwerpen
- 1999 (Palmans, una vittoria)

Nationale Sluitingprijs - Putte-Kapellen
- 2000 (Farm Frites/Palmans, sei vittorie)

Grote Prijs Jef Scherens
Schynberg Rundfahrt
2ª tappa Circuito Montañés
5ª tappa Circuito Montañés
Classifica generale Circuito Montañés
3ª tappa Vuelta a Castilla y León (El Espinar > Avila)
- 2002 (Domo, due vittorie)

Grand Prix de Wallonie
4ª tappa Route du Sud (Luzenac > Ax 3 Domaines)
- 2003 (Marlux, quattro vittorie)

Grand Prix de Wallonie
Giro d'Oro
5ª tappa Giro del Belgio (Mechelen > Ans)
3ª tappa Vuelta Burgos (Huerta del Rey > Lagunas de Neila)
- 2007 (Klaipeda, sei vittorie)

Zuidkempense Pijl - Grand Prix Wilfried Peeters - Mol Sluis
Dwars door het Hageland
Aarschot-Boutersem
Prix de Rumst
3ª tappa Tour de la province de Namour (Chevetogne > Gesves)
4ª tappa Triptyque Ardennaise (Aywaille > Aywaille)

### Altri successi
- 1999 (Palmans, una vittoria)

Leeuwse Pijl (kermesse)
- 2003 (Marlux, una vittoria)

Schriek (derny)

## Piazzamenti

### Grandi giri
- Tour de France

2002: fuori tempo massimo (16ª tappa)
- Vuelta a España

2001: 51º
2002: 56º

### Classiche monumento
- Giro delle Fiandre

2002: 53º
2003: 10º
2004: 3º
- Liegi-Bastogne-Liegi

2001: 51º
2002: 15º
2004: ritirato
- Giro di Lombardia

2002: 31º

### Competizioni mondiali
Campionati del mondo
San Sebastián 1997 - In linea Under-23: 17º
Verona 1999 - In linea: ?º
Plouay 2000 - In linea: 19º
Lisbona 2001 - In linea: 17º
Hamilton 2003 - In linea: 64º